# Bürstenfeuer

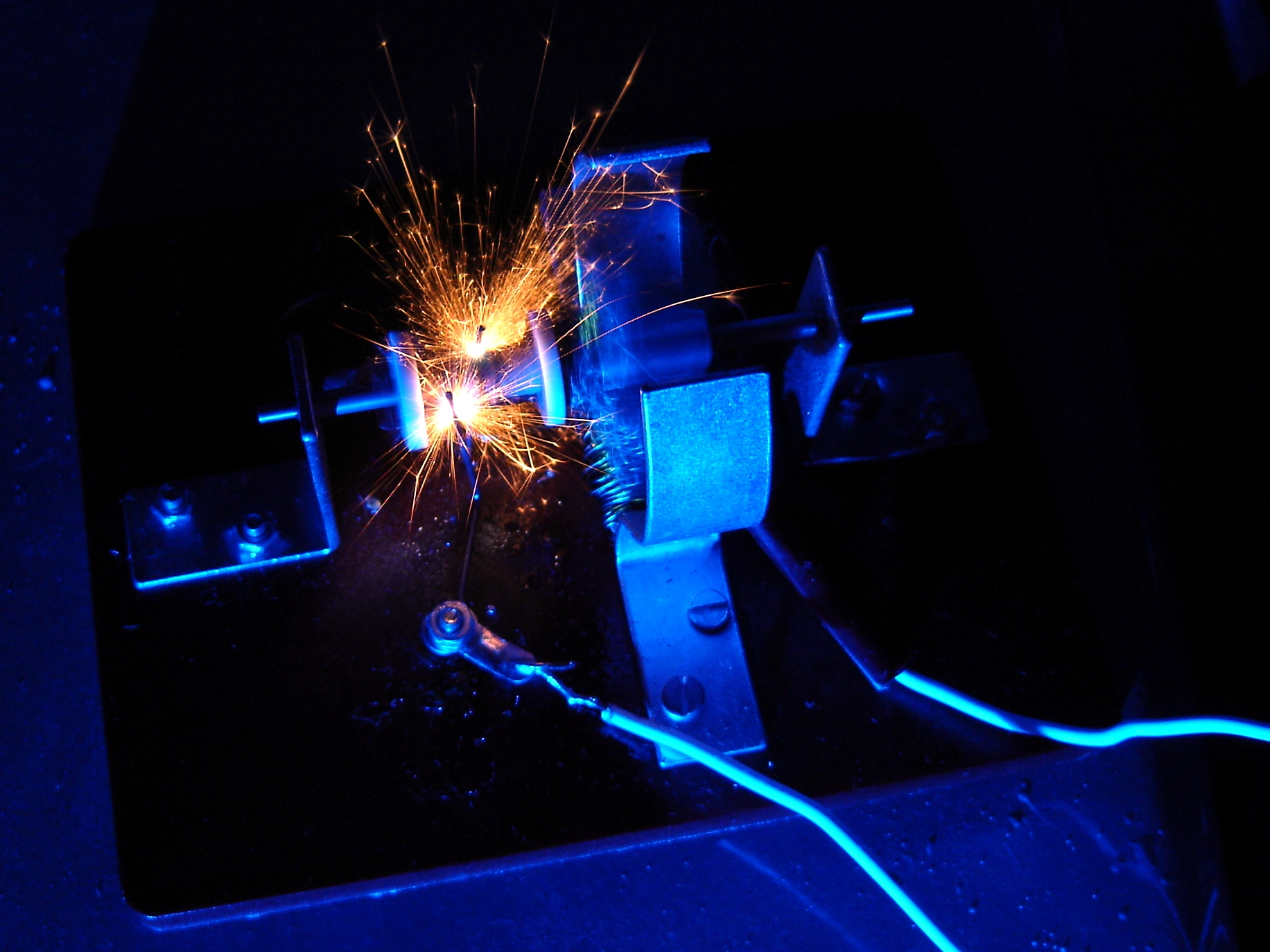
Bürstenfeuer eines einfachen Elektromotors

Bürstenfeuer bezeichnet die Entstehung von Funken am Kommutator von Elektromotoren oder an den Schleifringen von Synchrongeneratoren mit statischer Erregung.
In Elektromotoren mit Kommutatoren, wie die Gleichstrommaschinen und manchen Wechselstrommotoren wie dem Universalmotor, werden Kohlebürsten verwendet. Diese Bürsten stellen den Kontakt zum rotierenden Teil der Maschine, dem Rotor, her. Zwei Effekte bewirken, dass an diesen Bürsten elektrische Überschläge auftreten, die als Funken sichtbar werden:
Zum einen verdreht sich unter Belastung die neutrale Zone aus der Mitte der Pollücke, wodurch zum Zeitpunkt der Stromwendung die Induktionsspannung ungleich null ist. Genau in diesem Moment werden aber die Bürsten vom Kommutator galvanisch getrennt, sodass Abreißfunken entstehen, die Bürstenfeuer genannt werden.
Des Weiteren gibt es Motoren, bei denen die Bürsten für kurze Zeit zwei Lamellen des Kommutators berühren und somit einen kurzzeitigen Kurzschluss verursachen, der auch ein Bürstenfeuer nach sich zieht.
Bei Drehstrom-Synchrongeneratoren mit statischer Erregung können darüber hinaus Bürstenfeuer und hoher Bürstenverschleiß auftreten, wenn die Stromverteilung der parallel geschalteten Bürsten gestört ist. Dies kann sowohl durch die falsche Anzahl von Bürsten als auch durch klimatische Bedingungen verursacht werden.
Bürstenfeuer hat mehrere nachteilige Konsequenzen: Erstens verursacht es eine Verschmutzung der Lamellen und führt zu erhöhter Abnutzung der Kohlebürsten.
Darüber hinaus stellt es eine breitbandige Störquelle dar. Der Stromabriss hat ein großes di/dt, also eine große Stromänderung in kurzer Zeit und damit eine hohe Selbstinduktionsspannung
{\displaystyle u_{L}=L\cdot {\frac {{\text{d}}i}{{\text{d}}t}}}
zur Folge. Diese Spannung {\displaystyle u_{L}} kann unter ungünstigen Umständen, wie z. B. bei fehlender Filterung, eine Störspannung in benachbarte Stromkreise speisen.
Zur lokalen Begrenzung der Störungen schaltet man in Reihe mit der Zuleitung konzentrierte Induktivitäten und parallel zu den Bürsten eine Bypass-Kapazität. Große Gleichstrommaschinen besitzen spezielle zusätzliche Wendepole und Kompensationswicklungen, die in den Ankerwindungen eine Gegenspannung induzieren und die Wicklung im Augenblick der Trennung von Bürsten- und Lamellenkante stromlos machen.